# Demonax breveapicalis
Demonax breveapicalis är en skalbaggsart som beskrevs av Maurice Pic 1927. Demonax breveapicalis ingår i släktet Demonax och familjen långhorningar. Inga underarter finns listade i Catalogue of Life.